# Amore d'altri tempi
Amore d'altri tempi (Dream Street) è un film muto del 1921 diretto da David W. Griffith, interpretato nei ruoli principali da Carol Dempster, Charles Emmett Mack e Ralph Graves. Un triangolo amoroso ambientato a Londra, basato sui racconti di Thomas Burke Gina of Chinatown e Song of the Lamp. Griffith aveva già portato sullo schermo uno dei racconti di Burke con Giglio infranto.

## Trama
La storia è ambientata a Londra, nel quartiere cinese. Tre uomini entrano in competizione per conquistare una bella ballerina. Uno dei tre, per averla, cerca di rapirla.

## Produzione
La versione originale del 1921 è notevole per una breve sequenza in cui Griffith si ferma davanti a un sipario all'inizio del film e parla allo spettatore del film, usando il Photokinema, un sistema di primitivo sonoro su disco, sviluppato da Orlando Kellum.
Alcuni film girati con il processo del Photokinema, incluso Amore d'altri tempi, sono conservati nell'UCLA Film and Television Archive.

## Distribuzione
La prima del film nella versione muta venne data il 12 aprile 1921 al Central Theatre di New York. Il 27 aprile, Griffith e Ralph Graves registrarono i loro rispettivi pezzi nei laboratori Photokinema di Orlando Kellum al 203 West 40th Street.
Domenica 29 maggio, Amore d'altri tempi fu inserito in un programma di cortometraggi girati con il Photokinema allo Shubert-Crescent Theater di Brooklyn. Il successo però fu scarso e il programma venne eliminato dalle proiezioni del cinema.
Il film, realizzato per la United Artists, venne accolto piuttosto male dal pubblico e la critica lo considera uno dei peggiori film di Griffith. Nel 1936, la pellicola venne ripresentata col sonoro, narrata da Lillian Gish, Eddie Cantor e Al Jolson.

### Data di uscita
- Stati Uniti d'America: 12 aprile 1921 prima al Central Theatre di New York
- Stati Uniti d'America: 16 maggio 1921
- Finlandia: 21 gennaio 1924
- Portogallo: Rua dos Sonhos 28 settembre 1926

Titoli per la distribuzione all'estero:
- Francia La Rue des rêves

Nel 2004, il film è stato distribuito negli Stati Uniti in DVD dalla Grapevine Video.